# Otto Klank
Otto Hans Klank, född 28 april 1915 i Odense, Danmark, död 1 december 1973 i Stockholm, var en dansk-svensk målare och grafiker.
Han var son till HP Klank och Musie Resö och från 1948 gift med Karin Esberg. Klank var huvudsakligen autodidakt som konstnär men studerade en kortare tid för Fritz Syberg i Danmark och under studieresor till Nederländerna, Belgien, Tyskland och Nordafrika. Klank var verksam som konstnär i Sverige och deltog i ett flertal svenska och utländska utställningar. Separat ställde han ut på bland annat Thurestams konstsalong i Stockholm, Museo del Arte Moderno i Madrid och i Helsingfors, Oslo och Köpenhamn. Tillsammans med Axel Birkholm ställde han ut på Malmö rådhus. Hans konst består av porträtt, stilleben, figurkompositioner och landskap från den norrländska fjällvärlden och Mellansverige målade med palettkniv. Klank är representerad vid Stockholms stadsmuseum och Museo del Arte Moderno i Madrid.